# Einschienenbahn Yinchuan
Die Einschienenbahn Yinchuan, auch Yinchuan Monorail oder entsprechend der Herstellerbezeichnung Yinchuan SkyRail (chinesisch 銀川雲軌, Pinyin Yínchuān yún guǐ) genannt, ist eine nach dem ALWeG-System gebaute Sattelbahn in der chinesischen Stadt Yinchuan. Die von der Firma BYD gebaute Bahn wurde am 31. August 2017 in Betrieb genommen. Sie hat 5,8 Kilometer Streckenlänge und bedient 8 Haltestellen. Es ist weltweit die erste kommerzielle Anwendung von Radnabenmotoren bei Einschienenbahnen.

## Geschichte
Im Frühjahr 2016 präsentierte BYD erstmals sein Hochbahnsystem SkyRail und baute dafür am Firmenstandort im Stadtbezirk Pingshan von Shenzhen eine Teststrecke, deren erster, durchgehend zweigleisiger Abschnitt mit rund 2,6 Kilometern Länge samt zweier Stationen und Wendeschleife bereits im Herbst des Jahres fertig gestellt war. Im Endausbau sollen es 4,4 Kilometer Strecke mit 7 Stationen werden. Gleichzeitig bewarb sich das Unternehmen, in Yinchuan anlässlich der geplanten Großausstellung „China Flowers & Plants Expo“ das Areal mittels ihres Einschienenbahnsystemes zu erschließen. Die Regionalregierung erteilte dazu im Juni 2017 den Bauauftrag und bereits im Dezember des Jahres wurde die Strecke nach nur viermonatiger Bauzeit fertig gestellt.

## Strecke
Die Einschienenbahn Yinchuan erschließt auf durchgängig eingleisiger und aufgeständerter Ringstrecke das Areal der „China Flowers & Plants Expo“, welches am nördlichen Stadtrand am Ufer des Westsees liegt. Die wichtigste und gleichzeitig am südlichsten und damit stadtnächsten gelegene Station Flower Garden South Entrance befindet sich am Parkplatz gegenüber dem Haupteingang des Ausstellungsgeländes an der „Langshan Nord Straße“. Sie wird zukünftig eine Umsteigemöglichkeit in die Linie 3 der Yinchuan Metro bieten. Von hier führt die Strecke im Bogen nach Norden, erreicht nach einer Station und Vorbeifahrt am Zugdepot und Betriebswerk die Haltestelle North Entrance Parking Lot, danach North Entrance, umkurvt die „Jahreszeitenhalle“ mit der Station Four Seasons Explorer, biegt dann nach Süden in die Haltestelle Garden Greenhouse ab und danach geht es entlang des Seeufers mit zwei weiteren Stationen zurück zum Hauptparkplatz.

## Fahrzeuge
Die Yinchuan Monorail setzt elektrische Triebwagen ein, wobei eine Zuggarnitur aus zwei End- und einem Mittelwagen besteht, die um zusätzliche Mittelwagen erweitert werden könnten. Sowohl End- als auch Mittelwagen sind je 12 Meter lang, 3,15 Meter breit und wiegen leer 14 Tonnen. Die Platzkapazität liegt bei neun Stehplätzen je Quadratmeter bei 190 Passagieren für die Endwagen mit 16 Sitzplätzen und 204 Passagieren mit 18 Sitzplätzen für den Mittelwagen. Damit kommen die hiesigen dreiteiligen Züge auf 36 Meter Gesamtlänge bei einem zulässigen Gesamtgewicht von 90 Tonnen und einer Kapazität von 584 Passagieren.

## Technik
Die Triebwagen der SkyRail fahren auf 700 Millimeter breiten Fahrwegbalken vollautomatisch mit ATC und ATO Stufe GoA4, sie verfügen über ein eigenständiges automatisches Diagnosesystem, Echtzeit-Passagierstromerkennung und Gesichtserkennungssystem. Der Antrieb erfolgt über Radnabenmotoren, was zu deutlichen Gewichtseinsparungen führt und damit für höhere Effizienz sorgt.
Die Stationen sind mit automatischen Bahnsteigtüren gesichert.